# Stephen Tobolowsky
Stephen Harold Tobolowsky (* 30. května 1951 Dallas) je americký herec, scenárista a režisér. Jeho nejznámější role jsou Ned Ryerson ve filmu Na Hromnice o den více, komisař Hugo Jarry v seriálu Deadwood po devět epizod a Bob Bishop v seriálu Hrdinové po třináct epizod, na přelomu druhé a třetí série. Má vedlejší roli Sandyho Ryersona v seriálu Glee.

## Kariéra
Tobolowsky se objevil ve více než 200 filmech a televizních pořadech, většinou ale jen v malých rolích. V roce 1994 si ve filmu Vraždy v Radiolandu zahrál Maxe Applewhita, příjemného muže s temným tajemstvím. Objevil se v seriálu Show Jerryho Seinfelda jako Tor Eckman v epizodě "The Heart Attack" ve druhé sérii.
Je také znám pro roli Sammyho Jankinse ve filmu Memento z roku 2000, kde si zahrál hlavní roli Guy Pearce. V roce 2005 si zahrál sám sebe v hlavní roli dokumentárního filmu s názvem Stephen Tobolowsky's Birthday Party, který obsahuje ukázky, kdy se připravuje a uvádí svou vlastní narozeninovou oslavu a zároveň přináší sérii příběhů a anekdot z jeho života. Objevil se ve druhé a třetí sérii seriálu Hrdinové jako Bob. Je velmi známý ve filmu Na Hromnice o den více, kde hrál bývalého otravného spolužáka Billa Murraye – nyní pojišťovacího agenta Neda Ryersona. Stephen si svou poslední scénu ve filmu napsal během natáčení a tu mu schválili Bill Murray a režisér filmu Harold Ramis. S Murrayem se sešel znovu po jedenácti letech při natáčení filmové verze komiksu Garfield, kde si Stephen zahrál zlověstného trenéra psů Happyho Chapmana a Murray namluvil Garfielda.
Také působil v divadle, režíroval a hrál v hrách v New Yorku, San Francisku a Los Angeles. Režíroval muzikálovou komedii Two Idiots in Hollywood, založenou na jeho stejnojmenné divadelní hře. Je spoluautorem filmu True Stories spolu s Davidem Byrnem a jeho pozdější přítelkyní Beth Henley. V roce 2002 byl nominován na cenu Tony v kategorii Nejlepší herec za roli v revivalu Morning's at Seven.

## Osobní život
Tobolowsky je Žid a navštěvoval Southern Methodist University (SMU). Se svojí ženou, herečkou Annou Hearn jsou manželé od roku 1988 a mají dvě děti.

## Filmografie
- Experiment Philadelphia (1984) jako Barney
- Spaceballs (1987) jako Captain of the Guards
- Hořící Mississippi (1988) jako Clayton Townley
- Checking Out (1989) jako lékárník
- Great Balls of Fire! (1989) jako Jud Phillips
- V nepřátelském poli (1989) jako Pete
- Pták na drátě (1990) jako Joe Weyburn
- Směšně o lásce (1990) as Hugo
- Vítej doma, Roxy Carmichaelová (1990) jako Mayor Bill Klepler
- Švindlíři (1990) jako klenotník
- Thelma a Louise (1991) jako Max
- Obojek (1991) jako Warden Holliday
- Základní instinkt (1992) jako Dr. Lamott
- Neviditelný na útěku (1992) jako Warren Singleton
- Spolubydlící (1992) jako Mitch Myerson
- Slídilové (1992) jako Werner Brandes
- Dobrodružství létající okurky (1993) jako Mike Krakower
- Na Hromnice o den více (1993) jako Ned Ryerson
- Trevor (1994) jako otec Jon
- Vraždy v Radiolandu (1994) jako Max Applewhite
- Dr. Jekyll a slečna Hyde (1995) jako Oliver Mintz
- Vražda prvního stupně (1995) jako Mr. Henkin
- Glimmer Man (1996) jako Christopher Maynard
- Neuvěřitelná cesta 2: Ztraceni v San Francisku (1996) jako Bando (hlas)
- Pan Magor (1997) jako Agent FBI Chuck Stupak
- Černý pes (1998) jako Agent McClaren
- Insider: Muž, který věděl příliš mnoho (1999) jako Eric Kluster
- Bossa Nova (1999) jako Trevor
- Memento (2000) jako Sammy Jankis
- Freddyho úlet (2001) jako strýc Neil
- Love Liza (2002) jako Tom Bailey
- Country Bears (2002) jako Beary's Father
- Mezi námi děvčaty (2003) jako Mr. Bates
- Garfield ve filmu (2004) jako Happy Chapman
- Malá černá skříňka (2004) jako Carl
- Roboti (2005) hlas
- Stephen Tobolowsky's Birthday Party (2005) sám sebe
- Rytmus života (2006) jako Carl
- Rande naslepo (2006) jako Dr. Perkins
- Lemra líná (2006) jako Bud
- National Lampoon's Totally Baked: A Potumentary (2006) jako Jesco Rollins
- Divočáci (2007) jako Charley
- Loveless in Los Angeles (2007) jako Jon Gillece
- Beethoven's Big Break (2008) jako Sal
- First Howl (2009) jako Christopher Cox
- Zakletý v čase (2009) jako Dr. David Kendrick
- Pohřben zaživa (2010) jako Alan Davenport
- Peep World (2011) jako Ephraim
- Líbat nevěstu zakázáno (2011) jako Plumber
- The Last Ride (2012) jako Ray
- Lorax (2012) jako strýček Ubb (pouze hlas)
- Pearblossom Hwy (2012) jako strýček Rick Lawler
- Dobrodružství pana Peabodyho a Shermana (2014) jako Purdy

## Televize
- The New Adventures of Old Christine jako ředitel školy
- Hrdinové jako Bob Bishop, zakladatel The Company
- Vincentův svět jako the Mayor of Beverly Hills
- John From Cincinnati jako Mark Lewinsky
- Big Day jako Garf
- Deadwood jako komisař Hugo Jarry
- Chlapi sobě jako pan Frehley
- Kancelářská krysa  jako soudce
- Show Jerryho Seinfelda jako Tor Eckman (epizoda The Heart Attack)
- Roswell jako Julius Walters
- Will a Grace jako Ned
- Malcolm v nesnázích jako Lois' boss v Lucky Aide
- Nevysílaná pilotní epizoda seriálu Buffy, přemožitelka upírů jako ředitel Flutie
- Zlatá sedmdesátá jako profesor
- Posel ztracených duší (první série, 16. epizoda) jako doktor
- Off Centre jako Mikův otec
- Pošukové jako Karl
- Kriminálka Miami jako State Attorney Don Haffman
- Kriminálka Las Vegas jako Spencer Freiberg
- Larry, kroť se jako Len Dunkel
- Glee jako Sandy Ryerson, bývalý vedoucí sboru (8 epizod, 2009–11: "Pilot", "Bratři v hitu", "V jiném stavu","Návrat nezdárné dcery", "Na vozíku", "Špatná pověst", "Funky fňuk", "A Night of Neglect")
- True Jacksonová jako Lars Balthazar, známý violoncellista
- Picket Fences (první série, 17. epizoda) jako Blind Date
- Las Vegas: Kasino (první série, 3. epizoda) jako Donny Rollins
- Californication (4. série)
- Community jako Professor Sheffield (druhá série, 20. epizoda)